# Lois d'Eshnunna
Les Lois d'Eshnunna sont un recueil législatif de la Mésopotamie ancienne, daté de la première moitié du XVIIIe siècle av. J.-C., rédigé en akkadien. Elles sont connues par deux tablettes exhumées à Shaduppum (Tell Harmal) (l'antique Shaduppum), et une troisième retrouvée à Me-Turan (Tell Haddad), qui en préservent presque l'intégralité. Suivant une datation donnée par une des deux premières, il semblerait qu'il faille attribuer ce recueil à l'initiative du roi Dadusha (en) d'Eshnunna, alors l'un des plus puissants souverains de la Mésopotamie. La rédaction de ce texte serait donc contemporaine de la prise du pouvoir par Hammurabi à Babylone, ce qui en ferait un prédécesseur immédiat du Code de Hammurabi, qui présente de nombreux points communs avec lui. Les Lois d'Eshnunna ne sont néanmoins pas qualifiées de « Code » car il leur manque un prologue et un épilogue considérés comme caractéristiques de ce type de texte ; il est possible qu'il y en ait eu à l'origine, mais les copies sur tablettes ne les ont pas préservés. L'édiction de ce recueil de dispositions législatives est peut-être liée à des mesures économiques prises par le roi d'Eshnunna, comme les édits de rémission (andurarum) courants à cette époque qui annulaient les dettes contractées dans le royaume.
Le texte a été divisé par ses éditeurs modernes en une soixantaine de « lois », qui comme pour les autres textes législatifs mésopotamiens ne sont pas forcément des lois au sens moderne du texte avec une portée impérative, mais ont pu avoir plutôt un rôle de traité de justice à destination de ceux qui devaient rendre des décisions lors d'affaires judiciaires. Quoi qu'il en soit, elles concernent divers domaines. Les deux premiers articles donnent des correspondances de prix entre différents moyens de paiement et autres produits courants (grain d'orge, argent, huile, laine, cuivre bitume, etc.). Les suivants concernent la location de chariots tirés par un bœuf et de bateaux, puis les litiges pouvant survenir à la suite de la location d'un bateau, et ensuite la location de différents travailleurs agricoles. Viennent par la suite des litiges sur les propriétés, les affaires familiales (héritage, mariage), les taux d'intérêt, les esclaves, les coups et blessures, etc.